# یاماگا، کوماموتو
یاماگا در استان کوماموتو در کشور ژاپن واقع شده‌است  که دارای جمعیت ۵۶٬۷۴۱ نفر و مساحت ۲۹۹٫۶۷ کیلومتر مربع با تراکم جمعیت ۱۸۹  نفر در کیلومترمربع است و در تاریخ ۱ آوریل ۱۹۵۴ به عنوان شهر شناخته شد.